# Seydouba Soumah
Seydouba Soumah, né le 11 juin 1991 à Conakry, est un footballeur international guinéen. Il  évolue comme milieu de terrain au FK Novi Pazar.

## Biographie

### En club
Il inscrit 19 buts en première division slovaque lors de la saison 2016-2017, ce qui fait de lui le meilleur buteur du championnat.

### En équipe nationale
Il reçoit sa première sélection en équipe de Guinée le 5 février 2013, en amical contre le Sénégal (score : 0-0).
Le 15 novembre 2014, il marque un triplé contre le Togo (victoire 1-4), lors des éliminatoires de la CAN 2015.
Il joue trois matchs lors des éliminatoires du mondial 2014, et cinq lors des éliminatoires du mondial 2018.
Il participe à la Coupe d'Afrique des nations 2015 organisée en Guinée équatoriale. Lors de cette compétition, il joue deux matchs, contre le Cameroun, et le Mali.
En janvier 2022, il est retenu par le sélectionneur Kaba Diawara afin de participer à la Coupe d'Afrique des nations 2021 organisée au Cameroun.

## Palmarès

### Titres collectifs
- Championnat de Slovaquie
  - Champion : 2013, 2014
- Coupe de Slovaquie
  - Vainqueur : 2013, 2017
- Supercoupe de Slovaquie
  - Vainqueur : 2014
- Championnat du Koweït
  - Champion : 2016
- Coupe de Serbie
  - Vainqueur : 2018

### Titres individuels
- Championnat de Slovaquie
  - Meilleur buteur : 2016-2017
  - Membre de l'équipe type : 2016-2017

## Statistiques

### Buts en sélection
Liste des buts inscrits par Seydouba Soumah avec le Syli national.
| # | Date              | Lieu                                   | Adversaire   | Score | Résultat | Compétition                                                      |
| - | ----------------- | -------------------------------------- | ------------ | ----- | -------- | ---------------------------------------------------------------- |
| 1 | 10 septembre 2013 | Stade d'El Gouna, El Gouna, Égypte     | Égypte       | 2–2   | 2–4      | Éliminatoires de la Coupe du monde de football 2014              |
| 2 | 5 septembre 2014  | Stade Mohamed V, Casablanca, Maroc     | Togo         | 1–0   | 2–1      | Qualifications à la Coupe d'Afrique des nations de football 2015 |
| 3 | 15 novembre 2014  | Stade de Kégué, Lomé, Togo             | Togo         | 2–0   | 4–1      | Qualifications à la Coupe d'Afrique des nations de football 2015 |
| 4 | 15 novembre 2014  | Stade de Kégué, Lomé, Togo             | Togo         | 3–0   | 4–1      | Qualifications à la Coupe d'Afrique des nations de football 2015 |
| 5 | 15 novembre 2014  | Stade de Kégué, Lomé, Togo             | Togo         | 4–0   | 4–1      | Qualifications à la Coupe d'Afrique des nations de football 2015 |
| 6 | 19 novembre 2014  | Stade Mohamed V, Casablanca, Maroc     | Ouganda      | 2–0   | 2–0      | Qualifications à la Coupe d'Afrique des nations de football 2015 |
| 7 | 13 novembre 2016  | Stade du 28 Septembre, Conakry, Guinée | RD Congo     | 1–0   | 1–2      | Éliminatoires de la Coupe du monde de football 2018              |
| 8 | 9 septembre 2018  | Stade du 28 septembre, Conakry, Guinée | Centrafrique | 1–0   | 1–0      | Qualifications à la Coupe d'Afrique des nations de football 2019 |